# Martin Brandenburg

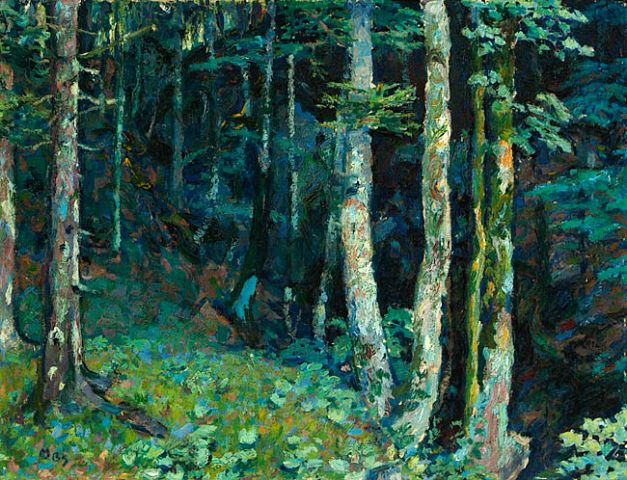
Waldinneres.

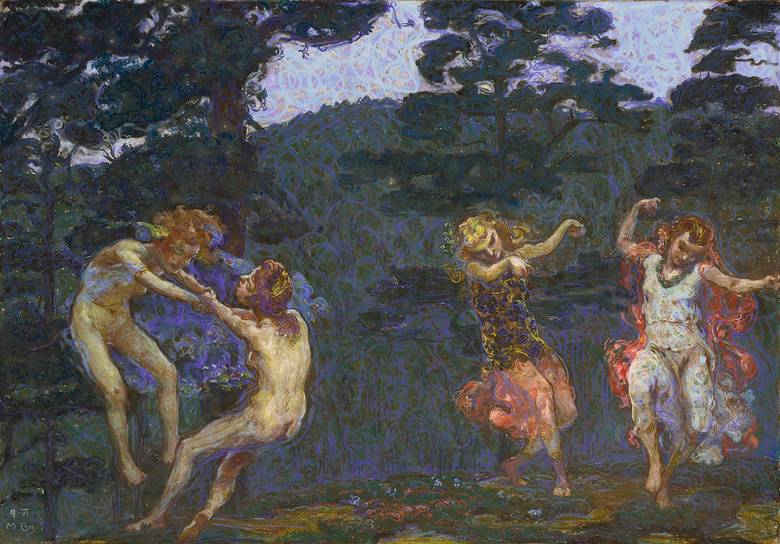
Elfenreigen, en torno a 1906–1909.

Martin Brandenburg (Posen, Alemania, 8 de mayo de 1870-Stuttgart, 19 de febrero de 1919) fue un dibujante y pintor impresionista y simbolista alemán, nacido en una zona que por aquel entonces era parte de Prusia (aunque hoy en día, e históricamente, forma parte de Polonia). Es famoso por sus paisajes fantásticos.

## Biografía
Brandenburg estudió en la Academia de Berlín entre los años 1889 y 1892, y posteriormente continuó su formación en París. Su primer reconocimiento le vino en 1895, tras una exposición en el salón de Fritz Gurlitt en Berlín.
Desde 1897 perteneció al Grupo de los XI, en el marco de la Secesión de Múnich, y a partir de 1898 formó parte de la Secesión de Berlín, en la que trabó amistad con Hans Baluschek. Entre 1908 y 1918 impartió clases en el estudio de pintura y escultura Lewin-Funcke-Schule: entre sus alumnos se cuentan la posteriormente diseñadora textil Anni Albers y la pintora Irma Stern. Sus trabajos han sido comparados con los de Max Beckmann. Asimismo, fue miembro de la Deutscher Künstlerbund.
Desde el año 1906 colaboró con el fabricante de chocolates Ludwig Stollwerck, de Colonia, haciendo dibujos para colecciones recortables. Concretamente, creó los diseños de los álbumes de recortes 9 y 10 de Stollwerck.

## Premios
- Premio Villa-Romana (Florencia), Italia.